# (759) Винифера
(759) Винифера (лат. Vinifera) — астероид главного пояса, который был открыт 26 августа 1913 года немецким астрономом Францем Кайзером в Гейдельбергской обсерватории и назван в честь латинского названия винограда.

Орбита астероида Винифера и его положение в Солнечной системе
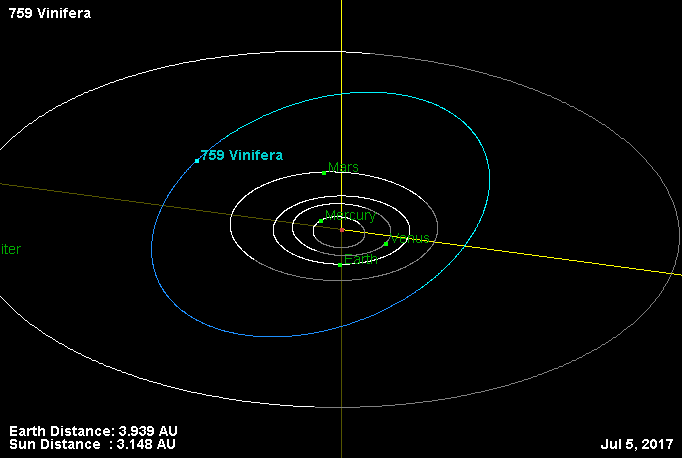
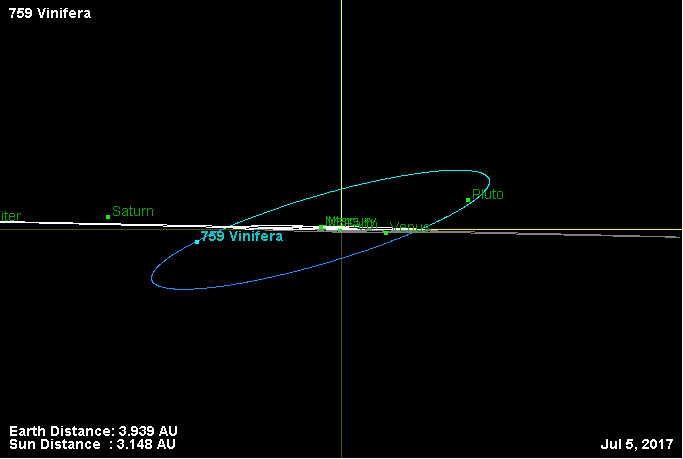